# Kenn Hansen
Kenn Hansen (født 29. maj 1980 på Østerbro) er en tidligere dansk fodbolddommer, der dømte i den danske Superliga og internationalt under FIFA, hvor han var indrangeret som kategori 1-dommer, der er det næsthøjeste niveau for internationale dommere, Han indstillede sin dommerkarriere i 2015.
Uden for fodboldbanen er Kenn Hansen cand.mag. i retorik fra Københavns Universitet og indehaver af sin egen virksomhed.

## Karriere

### Tidlig karriere
Kenn Hansen blev dommeruddannet i 1997, hvor han tog dommerkort sammen med sin far. I starten havde han svært ved at falde til i rollen som fodbolddommer, men han valgte at fortsætte, selvom han hadede det.
I 2008 blev han dommer i Superligaen efter et halvt år i 2. division og to sæsoner i 1. divison. På oprykningstidspunktet til Superligaen havde Kenn Hansen samlet 11 års dommererfaring.

### Nationalt
I starten af sin Superliga-karriere var Hansen udsat for stor kritik fra omverdenen, og han overvejede at stoppe karrieren som fodbolddommer. Den måde han havde dømt fodboldkampe på tidligere fungerede ikke i Superligaen, så i samarbejde med den tidligere topdommer Peter Mikkelsen ændrede han måden at dømme fodbold på, hvorefter spillerne efter hans egen opfattelse bedre kunne acceptere ham som dommer.
Han var nomineret til titlen som Årets Fodbolddommer ved Dansk Fodbold Award 2011, for sine præstationer i løbet af sæsonen. Titlen som årets fodbolddommer 2011 gik dog til Henning Jensen.
I 2012 vandt han titlen som Årets Fodbolddommer foran de øvrige nominerede Jakob Kehlet, Michael Johansen og Peter Rasmussen.
Kenn Hansen indstillede sin aktive dommer-karriere d. 6 december 2015 i F.C. Københavns kamp mod Odense Boldklub. Da han efter eget udsagn ikke kunne få livet udenfor fodbold til at hænge sammen med DBU's dommerregelsæt. Han offentliggjorde sin dommerpension d. 1 november 2015 og skulle have haft sin debut som dommer i UEFA Champions League onsdagen efter d. 4 november 2015 men blev frataget denne af UEFA fordi man ikke mente han kunne dømme objektivt hvis han gik på pension. Han skulle have dømt kampen mellem Maccabi Tel Aviv F.C. og FC Porto.
Statistik
| Sæson   | Antal kampe | Total advarsler | Advarsler pr. kamp | Total udvisninger | Udvisninger pr. kamp |
| ------- | ----------- | --------------- | ------------------ | ----------------- | -------------------- |
| 2008/09 | 9           | 33              | 3,67               | 3                 | 0,33                 |
| 2009/10 | 13          | 37              | 2,85               | 4                 | 0,31                 |
| 2010/11 | 15          | 47              | 3,13               | 1                 | 0,07                 |
| 2011/12 | 10          | 26              | 2,60               | 0                 | 0,00                 |
| Total   | 47          | 143             | 3,04               | 8                 | 0,17                 |

Opdateret pr. 2. januar 2012

### Internationalt
I vinterpausen 2010/2011 efter at have dømt 29 kampe i Superligaen, blev Kenn Hansen udnævnt til category 4 FIFA-dommer, der er det første niveau for internationale dommere.  . I marts 2011 debuterede han internationalt i U17 EM Elite Round-kvalifikationskampen mellem Spanien U17 og Belgien U17, der endte 3-1 til spanierne.
Han deltog ved U21 EM 2011 som fjerdedommer. Han var den eneste dommer ved slutrunden, hvor hjemlandet deltog ved slutrunden.
Hansen fik debut som dommer i en A-landskamp d. 4. juni 2012, da han dømte Irlands opvarmningskamp til EM 2012 mod Ungarn. En kamp der endte 0-0.
Han dømte første gang ved en international slutrunde ved U/19 EM 2012, hvor han som den eneste danske dommer var udtaget til turneringen. Det blev til tre kampe for Hansen, der efter to kampe i gruppespillet fik tildelt semifinalen mellem England og Grækenland.

### Civil karriere
Kenn Hansen har en kandidatgrad i retorik og er forfatter til bogen 'TÆND - Præsentationsteknik og PowerPoint i verdensklasse'.